# Bryotropha senectella
Bryotropha senectella — вид лускокрилих комах з родини виїмчастокрилі молі (Gelechiidae).

## Поширення
Вид поширений по всій Європі.

## Опис
Розмах крил 9–13 мм. Передні крила коричневі, забарвлені від жовтого до сірувато-вохристого. Задні крила блідо-сірі, трохи темніші до верхівки.

## Спосіб життя
Дорослі особини були зареєстровані на крилі з червня до початку вересня. Личинки живуть у шовкових трубках серед мохів Homalothecium lutescens, що ростуть на землі або на невисоких скелях, або серед видів Bryum, що ростуть на стінах. Личинки мають тьмяно-пурпурове або червонувато-коричневе тіло і чорно-коричневу голову.